# T-28
O T-28 foi um tanque com várias torres, considerado um dos primeiros tanques médios. O protótipo foi concluído em 1931, e a produção começou no final de 1932. Era um tanque de apoio a infantaria, destinados a romper as defesas fortificadas. O T-28 foi a base para o projeto do maior e mais pesado T-35 (também com múltiplas torres), com o qual compartilhou o projeto de torres. O tipo não teve muito sucesso em combate, mas que desempenhou um papel importante como um projeto de desenvolvimento para os designers soviéticos. Uma série de novas ideias e soluções que foram experimentadas no T-28 foram mais tarde incorporadas em futuros modelos e versões. 

## História do Design

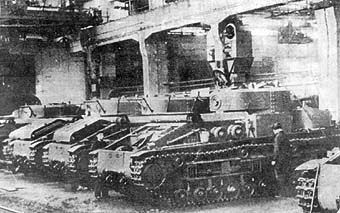
Linha de Produção do T-28

O T-28 foi, em muitos aspectos semelhante ao tanque britânico Vickers A1E1 Independent, que muito influenciaram projeto de tanque no período entre-guerras, apesar de apenas um único protótipo ter sido fabricado em 1926. A Fábrica Kirov em Leningrado começou a fabricar um tanque que foi baseado no projeto do Independent britânico em 1932. O tanque T-28 foi oficialmente aprovado em 11 de agosto de 1933. O T-28 tinha uma grande torre com um canhão de cano curto de 76,2 mm (esse tipo de arma tinha pouca eficiência em penetrar blindagem, apesar de conseguir penetrar a blindagem de qualquer tanque existente no período, além de ter baixa velocidade, o que não é favorável na guerra blindada). Um total de 503 tanques T-28 foram fabricados durante o período de 1933-1941.

## História de Combate
O T-28 foi implantado durante a Invasão Soviética da Polônia e na Guerra de Inverno contra a Finlândia. Durante as fases iniciais da Guerra de Inverno, o tanque foi usado em missões de fogo direto contra casamatas finlandesas. No decorrer dessas operações, constatou-se que a blindagem era inadequada e programas foram iniciados para atualizá-lo. Placas frontais foram aprimoradas de 50 mm para 80 mm, e as placas traseiras e laterais foram para 40 mm de espessura. Com esta versão, o Exército Vermelho atravessou a principal fortificação defensiva finlandesa, a Linha Mannerheim.
De acordo com o historiador russo Maksim Kolomiets em seu livro "T-28: Monstro de Três Cabeças de Stalin", mais de 200 T-28s foram eliminados durante a Guerra de Inverno, mas apenas 20 deles foram perdas irrecuperáveis (incluindo dois capturado pelo Exército Finlandês). Devido à proximidade da Fábrica Kirov, todos outros tanques danificados foram reparados, alguns deles mais de cinco vezes.
Os finlandeses apelidaram o T-28 de Postivaunu (Correio, Trem Correio), depois de um comandante do T-28 solitário ter sido capturado com uma carta endereçada para o 91 Batalhão de Tanques (isso ocorreu 19-20 dezembro de 1939, durante a Batalha de Summa). O T-28 também foi apelidado Kivitalo ("Edifício de Pedra") pelos finlandeses, devido ao seu grande tamanho.
Os finlandeses capturaram dois T-28 durante a Guerra de Inverno e cinco na Guerra de Continuação, dando um total de sete veículos. Os finlandeses não tinham tratores que poderiam rebocar veículos pesados como como o T-28, e assim T-28 capturados que não podiam se mover sob seu próprio poder foram despojados de qualquer coisa útil (canhões, munições, metralhadoras, rádios, etc).
Os soviéticos tinham 411 tanques T-28, quando os alemães invadiram a União Soviética em junho de 1941. A grande maioria deles foram perdidos durante os dois primeiros meses da invasão, sendo que muitos deles abandonados após avaria mecânica. Alguns T-28 participou da Defesa de inverno 1941 de Leningrado e Moscou, mas depois de final de 1941, eles eram raros no serviço do Exército Vermelho; alguns foram operados por forças inimigas.
Hoje, três T-28s permanecem, dois na Finlândia e uma em Moscou. Um T-28 restaurado está em exposição no campo de camuflagem finlandesa no Museu do Tanque de Parola, na Finlândia. Um outro está armazenado em Parola, aguardando restauração e um casco usado anteriormente como uma casamata foi descoberto perto de São Petersburgo (Leningrado).

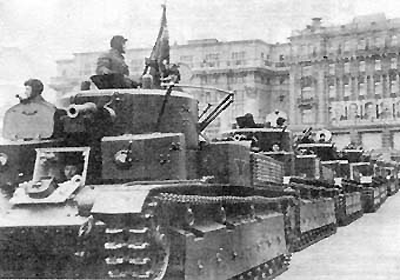
T-28 com antenas de rádio estilo ferradura na torre principal

## Avaliação
Embora o T-28 foi justamente considerado ineficaz em 1941, vale lembrar que, quando o Exército Vermelho colocou os primeiros T-28 em operação em 1933, o Exército Francês era ainda largamente equipado com o Renault FT-17, o Exército Britânico tinha o inferior Vickers Medium Mark I e II e o alemão Reichswehr não sequer possuíam tanques, devido a proibição do Tratado de Versalhes. Nenhum país tinha um tanque médio de produção em série comparável ao T-28 durante vários anos.
O T-28 tinha uma série de recursos avançados para a época, incluindo rádio (em todos os tanques) e montagem de metralhadora anti-aérea. Pouco antes da Segunda Guerra Mundial, muitas atualizações de blindagem recebidas, trazendo a sua proteção comparável a da primeira versão do Panzer IV, embora a sua suspensão e o layout foram ultrapassados.
O T-28 tinha falhas significativas. O tipo de êmbolo de mola de suspensão era pobre, mas muitos dos melhores projetos de suspensão utilizados em tanques da Segunda Guerra Mundial ainda não havia sido desenvolvidas. O motor e a transmissão eram problemáticos. O pior de tudo, o projeto não era flexível. Embora o T-28 e as primeiras versões do Panzer IV eram comparáveis em armadura e poder de fogo, o projeto básico do Panzer IV permitiu-lhe ser atualizado de forma significativa, enquanto o T-28 foi uma base fraca para a melhoria.
Todos os tanques com torres múltiplas o mesmo problema, o comandante, que dá a ordem para abrir fogo, só poderia concentrar sua atenção em um sentido de cada vez e, portanto, a vantagem de ter armas que poderiam ser disparadas em várias direções diferentes ao mesmo tempo era anulado.
Infelizmente para o Exército Vermelho, quando o T-28 viu o combate, em 1939, os eventos já o tinham ultrapassado. A década de 1930 viu o desenvolvimento das primeiras suspensões confiáveis de alta velocidade, as primeiras armas antitanque concebidas para o efeito, e um aumento gradual do poder de fogo de tanques. A Guerra Civil Espanhola mostrou que as unidades de infantaria armas antitanques pequenas e de fácil transporte poderia derrotar a maioria dos tanques contemporâneos, e fez os tanques a partir do início de 1930 particularmente vulneráveis.
Na Guerra de Inverno, 20 Brigada de Tanques do Exército Vermelho, que foi equipado com T-28s, cumpriu sua missão de quebrar a linha defensiva Mannerheim apesar de pesadas perdas. Como um tanque de apoio à infantaria, concebido para apoiar a infantaria em operações inovadoras, o T-28 em geral foi bem sucedido para um design de 1930.